# IS12SH
AQUOS PHONE IS12SH（アクオス・フォン・アイエスいちにエスエイチ）は、シャープによって日本国内向けに開発された、auブランドを展開するKDDIおよび沖縄セルラー電話のISシリーズの一つで、CDMA 1X WIN対応スマートフォンである。製造型番はSHI12。メーカー型番はAS50。

## 概要
Android OS 2.3.3を搭載したスマートフォンで同社製のIS03（SHI03）やIS05（SHI05）などと同様、ワンセグ、赤外線通信、バーコードリーダー、名刺リーダといった従来の日本のフィーチャーフォン的な機能が搭載されているほか、おサイフケータイ（FeliCa）、モバイル3D液晶が搭載されている。形状はLYNX 3D（SH-03C）に似た形状で、3Dの動画撮影が可能になるツインレンズが搭載されている。
通信機能はWIN HIGH SPEEDに対応し、下り最大9.2Mbps、上り最大5.5Mbpsに対応しているほか、Wi-Fiを使った通信も可能となっている。なおテザリングには対応していない。
2019年4月現在本機の内蔵ブラウザにTLS 1.2やSSL 2.0、3.0が搭載されていないため、OperaやChromeなどのブラウザアプリを利用しないと現在主流のHTTPSを使用しているサイト を閲覧できない。
電源投入からIS12SHが使用可能になるまでの所要時間は約3分25秒と、当時発売されていた他のスマートフォンと比べると極めて起動が遅い。

## メール・メッセンジャー
- EZWEBのEメールに対応し、今までのau携帯電話と同様@ezweb.ne.jpのメールアドレスがそのまま利用可能となっている。絵文字、デコメールも利用可能となっている。また、メールはリアルタイムプッシュで着信する。
- Android OS 2.3の特徴であるGmailの複数アカウントの同時利用が可能となる。また、Gmailはリアルタイムでプッシュ着信をする。
- 通常のメールアプリでは、複数のPOP、IMAPメールが利用可能であり、EZwebメールはプッシュで着信する。
- メッセンジャーでは、Google Talkがプリインストールされている。また、マーケットからWindows Live Messengerをはじめ、様々なメッセンジャーアプリをインストールし、利用することが可能となる。

## ブラウザ
ブラウザはGoogle Chrome LiteベースのAndroid標準ブラウザが搭載され、上述の通りAndroid 2.3の特徴でもあるFlash Player 10.2がアドオンされている。また、JavaScript（V8）もサポートされている。これにより、パソコンのブラウザとほぼ同等のフラッシュサイト、動画サイトが利用することが可能となり、ブラウザでニコニコ動画、YouTubeをはじめとした各種動画サイトが利用できる。そのほかにサードパーティー製のブラウザをインストールし利用することも可能となる。

## アプリケーション

### 利用可能なアプリケーションマーケット
- Android OS標準のGoogle Play Store（旧・Androidマーケット）が利用可能となっており、20万を超えるアプリケーションが利用可能となっている。またau Market（旧・au one Market）も利用できる。
- 2019年4月現在内蔵されているアプリはほぼ利用不可。[3] アプリを利用するにはキャリアやメーカーの保証が一切無い上に実行は非推奨（自己責任）ではあるがWi-Fiを使いインターネットのサイトから直接APKファイルをダウンロードし内蔵されているシステムアプリ[4] ごとパッケージインストーラーを使い上書きインストールする必要がある。

### プリインストールアプリケーション
- mixi for SH - マイミクの日記やボイスの確認、画像付きの日記の作成・投稿が行える。またウィジェット機能も搭載されている。
- Twitter
- Google Map NAVI
- Google Maps
- Latitude
- Google検索、Google音声検索
- YouTube／YouTube3D
- ギャラリー
- おサイフケータイ
- バーコードリーダー、情報リーダー、名刺リーダー
- LISMO
- au one GREE
- facebook
- Skype au
- Jibe

## その他機能
※PC向けWebブラウザが標準装備されておりFlashコンテンツもフル表示可能。携帯向けサイト(EZWeb)は他のスマートフォンやPCと同じく閲覧不可。
| 主な機能・対応サービス                                                  | 主な機能・対応サービス                           | 主な機能・対応サービス              | 主な機能・対応サービス        |
| ----------------------------------------------------------------------- | ------------------------------------------------ | ----------------------------------- | ----------------------------- |
| Webブラウザ                                                             | LISMO! for Android メディアプレイヤー LISMO WAVE | おサイフケータイ                    | ワンセグ                      |
| au one メール PCメール Gmail EZwebメール                                | デコレーションメール デコレーションアニメ        | Skype au                            | PCドキュメント                |
| au Smart Sports Run & Walk Karada Manager ゴルフ(web版) Fitness、歩数計 | GPS 方位計                                       | au oneナビウォーク au one助手席ナビ | au one ニュースEX au one GREE |
| じぶん銀行                                                              | 緊急地震速報                                     | Bluetooth                           | 無線LAN機能 (Wi-Fi)           |
| 赤外線通信 (IrSimple) (IrSS)                                            | WIN HIGH SPEED                                   | グローバルパスポート(CDMA)          | auフェムトセル                |
| microSD microSDHC                                                       | モーションセンサー(6軸)                          | 防水                                | 簡易留守録 着信拒否設定       |

- 安心セキュリティパックは、ウイルスバスターモバイル for auのみ対応
- ベールビュー (覗き見防止フィルタのON/OFF)
- 家庭用レコーダーからの番組持ち出し
- DLNAサーバー 1.5 (Image:JPEG / Audio:MP3,LPCM)
- ワイヤレス連携対応スマートファミリンク

## 沿革
- 2011年（平成23年）5月17日 - KDDI、およびシャープより公式発表。
- 2011年6月29日 - 全国にて一斉発売。
- 2011年12月 - 沖縄地区を除き販売終了。
- 2011年12月中旬 - KDDIが提供するフィーチャー・フォンのUI風ユーリティ・ツール「かんたんメニュー」に対応した。
- 2012年2月 - 沖縄地区にて販売終了。
- 2012年（平成24年）7月22日 - L800MHz（旧800MHz帯・CDMA Bandclass 3）帯エリアによる音声・データ通信サービスの停波によりそれ以降はN800MHz（新800MHz帯・CDMA Bandclass 0 Subclass 2）帯エリア、および2GHz（CDMA Bandclass 6）帯エリアの各音声・データ通信サービスで利用する事となる。

## ケータイアップデート
- 2011年7月11日[6]
  - 電池の消費が早くなる場合がある。
- 2011年8月4日[7]
  - メール機能の改善。
    - Eメール送受信時の認証方法の強化。
    - Cメールで利用できる文字数が、全角文字で70文字、半角文字で140文字まで拡張。
    - EメールとCメールの判別がしやすいよう、アイコンの変更。
- 2011年9月26日[8]
  - スリープモード中に電源キーを押下しても、スリープモードが解除されない場合がある。
  - Eメールの「返信」、「全員へ返信」、「転送」操作が出来ない場合がある。
  - サイズの大きな画像※の壁紙表示画質を向上。
- 2011年12月27日[9]
  - G-BOOKとのBluetooth接続にて一部動作 (ハンズフリー接続等) が不安定な場合があります。
- 2012年3月22日[10]
  - 災害・避難情報が利用可能となる。